# Юганна Ларссон
Юганна Ларссон (17 серпня 1988 , Буден, Норрботтен )(швед. Johanna Larsson) — шведська тенісистка.
Ларссон почала виступи на професійному рівні з 2006 року, але не мала особливих успіхів. Її найвища позиція в рейтингу — 45 сходинка. Свою першу перемогу в турнірі WTA вона здобула лише 2015 року на Відкритому чемпіонаті Швеції з тенісу, де в фіналі переграла Мону Бартель. Її успіхи в парному розряді дещо кращі: станом на липень 2015 року вона виграла 4 турніри WTA і досягала чвертьфіналу Відкритого чемпіонату Австралії.
На підсумковому турнірі 2017 року, Чемпіонаті WTA, Ларссон, граючи в парі з Кікі Бертенс, добралася до фіналу парних змагань.

## Особисте життя
У 2017 році Ларссон розповіла що є лесбійкою.

## Значні фінали

### Чемпіонат WTA

#### Парний розряд: 1 (1 поразка)
| Результат | Рік  | Турнір   | Поверхня      | Партнерка    | Супротивниці                  | Рахунок          |
| --------- | ---- | -------- | ------------- | ------------ | ----------------------------- | ---------------- |
| Поразка   | 2017 | Сингапур | Хард (в залі) | Кікі Бертенс | Тімеа Бабош Андреа Главачкова | 6–4, 4–6, [5–10] |

## Фінали турнірів WTA

### Одиночний розряд: 4 (1 титул, 3 поразки)
| Результат | №  | Дата           | Турнір                             | Поверхня | Супротивниця    | Рахунок       |
| --------- | -- | -------------- | ---------------------------------- | -------- | --------------- | ------------- |
| Поразка   | 1. | 25 липня 2010  | Slovenia Open, Порторож, Словенія  | Хард     | Анна Чакветадзе | 1–6, 2–6      |
| Поразка   | 2. | 9 липня 2011   | Swedish Open, Бостад, Швеція       | Ґрунт    | Полона Герцог   | 4–6, 5–7      |
| Поразка   | 3. | 21 липня 2013  | Swedish Open, Бостад, Швеція       | Ґрунт    | Серена Вільямс  | 4–6, 1–6      |
| Перемога  | 1. | 19 липня 2015  | Swedish Open, Бостад, Швеція       | Ґрунт    | Мона Бартель    | 6–3, 7–6(7–2) |
| Перемога  | 2. | 26 травня 2018 | Nuremberg Cup, Нюрнберг, Німеччина | Ґрунт    | Алісон Ріск     | 7–6(7–4), 6–4 |

### Парний розряд: 16 (11 титулів, 5 поразок)
| Результат | №      | Дата            | Турнір                                                 | Поверхня | Партнерка        | Супротивниці                                   | Рахунок               |
| --------- | ------ | --------------- | ------------------------------------------------------ | -------- | ---------------- | ---------------------------------------------- | --------------------- |
| Перемога  | 1.     | 19 вересня 2010 | Bell Challenge, Квебек-Сіті, Канада                    | Хард     | Софія Арвідссон  | Бетані Маттек-Сендс Барбора Заглавова-Стрицова | 6–1, 2–6, [10–6]      |
| Перемога  | 2.     | 12 червня 2011  | Danish Open, Копенгаген, Данія                         | Хард     | Ясмін Вер        | Крістіна Младенович Катаржина Пітер            | 6–3, 6–3              |
| Поразка   | 1.     | 23 лютого 2013  | U.S. National Indoor Tennis Championships, Мемфіс, США | Хард (i) | Софія Арвідссон  | Крістіна Младенович Галина Воскобоєва          | 6–7(5–7), 3–6         |
| Поразка   | 2.     | 22 лютого 2014  | Rio Open, Ріо-де-Жанейро, Бразилія                     | Ґрунт    | Шанелль Схеперс  | Ірина-Камелія Бегу Марія Ірігоєн               | 2–6, 0–6              |
| Перемога  | 3.     | 17 січня 2015   | Hobart International, Гобарт, Австралія                | Хард     | Кікі Бертенс     | Віталія Дяченко Моніка Нікулеску               | 7–5, 6–3              |
| Перемога  | 4.     | 19 липня 2015   | Swedish Open, Бостад, Швеція                           | Ґрунт    | Кікі Бертенс     | Татьяна Марія Ольга Савчук                     | 7–5, 6–4              |
| Поразка   | 3.     | 27 вересня 2015 | Korea Open, Сеул, Південна Корея                       | Хард     | Кікі Бертенс     | Лара Арруабаррена Андрея Клепач                | 6–2, 3–6, [6–10]      |
| Поразка   | 4.     | 27 лютого 2016  | Mexican Open, Акапулько, Мексика                       | Хард     | Кікі Бертенс     | Анабель Медіна Ґарріґес Арантча Парра Сантонха | 0–6, 4–6              |
| Перемога  | 5.     | 21 May 2016     | Nürnberger Versicherungscup, Нюрнберг, Німеччина       | Ґрунт    | Кікі Бертенс     | Аояма Сюко Рената Ворачова                     | 6–3, 6–4              |
| Перемога  | 6.     | 25 вересня 2016 | Korea Open, Seoul, South Korea                         | Хард     | Кірстен Фліпкенс | Акіко Омае Пеангтарн Пліпуеч                   | 6–2, 6-3              |
| Перемога  | 7.     | 16 жовтня 2016  | Linz Open, Лінц, Австрія                               | Хард     | Кікі Бертенс     | Анна-Лена Гренефельд Квета Пешке               | 4–6, 6–2, [10–7]      |
| Перемога  | 8.     | 22 жовтня 2016  | Luxembourg Open, Люксембург                            | Хард (i) | Кікі Бертенс     | Моніка Нікулеску Патріція Марія Ціг            | 4-6, 7-5, [11-9]      |
| Перемога  | 9.     | 7 січня 2017    | ASB Classic, Окленд, Нова Зеландія                     | Хард     | Кікі Бертенс     | Демі Схюрс Рената Ворачова                     | 6–2, 6–2              |
| Поразка   | 5.     | 27 травня 2017  | Nürnberger Versicherungscup, Нюренберг, Німеччина      | Ґрунт    | Кірстен Фліпкенс | Ніколь Мепічар Анна Сміт                       | 6–3, 3–6, [9–11]      |
| Перемога  | 10.    | 23 липня 2017   | Ladies Championship Gstaad, Гштад, Швейцарія           | Ґрунт    | Кікі Бертенс     | Вікторія Голубич Ніна Стоянович                | 7–6(7–4), 4–6, [10–7] |
| Перемога  | 11./6. | 24 вересня 2017 | Korea Open, Seoul, South Korea                         | Хард     | Кікі Бертенс     | Луксіка Кумхум Пеангтарн Пліпуеч               |                       |